# Волчанка (Восточно-Казахстанская область)
Волча́нка (каз. Волчанка) — село в Шемонаихинском районе Восточно-Казахстанской области Казахстана, административный центр Волчанского сельского округа. Код КАТО — 636837100.

## География
Село расположено в центральной части Шемонаихинского района, на правом берегу реки Уба, в 16,5 километрах к юго-востоку от районного центра города Шемонаиха. Ближайшая железнодорожная станция Шемонаиха — расположена в 18 километрах к северо-западу от села (по дороге — 24,3 км. Соседние населённые пункты: Крюковка к востоку, Выдриха к югу, Берёзовка к северу. Транспортное сообщение осуществляется по автомобильной дороге KF-39 «Шемонаиха — Большая Речка» (36 км). Высота центра населённого пункта — 330 метров над уровнем моря.

## Население
| Численность населения | Численность населения | Численность населения |
| 1989                  | 1999                  | 2009                  |
| --------------------- | --------------------- | --------------------- |
| 1297                  | ↘1142                 | ↘1006                 |

Процентное соотношение численно-преобладающих национальностей согласно переписи 1989 года:
| Национальность | Процентное соотношение |
| -------------- | ---------------------- |
| Русские        | 76 %                   |
| Другие         | 14 %                   |